# 臧厳
臧 厳（臧嚴、ぞう げん、生没年不詳）は、南朝梁の官僚・文人。字は彦威。本貫は東莞郡莒県。南朝宋の臧燾の玄孫にあたる。曾祖父は臧邃。祖父は臧𤁒之。

## 経歴
後軍参軍の臧夌の子として生まれた。幼くして父を失い、喪に服して哀毀し、孝行なことで知られた。貧苦の中を学問につとめ、書巻を手放さなかった。安成王蕭秀の下で侍郎となったのを初任とし、常侍に転じた。従叔父の臧未甄が江夏郡太守となると、臧厳を連れて赴任した。臧厳はその途中で「屯遊賦」を作り、それを見た任昉に賞賛された。また「七算」を作り、その言葉は豊かで美しいものであった。臧厳の性格は偏屈で、他人の要請に応えることがなかった。徐勉は彼を知りたいと思って招いたが、臧厳はついに訪れることがなかった。
冠軍行参軍に転じ、湘東王蕭繹の下で侍読をつとめた。蕭繹が宣恵将軍や軽車将軍を歴任すると、臧厳はその府で参軍をつとめ、記室を兼ねた。臧厳の学問は暗記しているところが多く、とくに『漢書』に詳しかった。蕭繹が自ら四部書目を取って試すと、臧厳は甲巻から丁巻までそれぞれ一事を答えて、作者の姓名も遺漏がなかった。
普通7年（526年）、蕭繹が荊州刺史に転出すると、臧厳はこれに従って西中郎録事参軍をつとめた。大同元年（535年）、蕭繹が安西将軍となると、臧厳は安西録事参軍に任じられた。監義陽郡や監武寧郡を歴任し、少数民族の居住地の官をつとめた。以前の太守はいつも武人が選ばれ、兵を率いて駐屯したのに対して、臧厳は数人の門生とともに車一台で入境したため、少数民族たちも喜び、治安も安定した。
大同5年（539年）、蕭繹が領石頭戍事として入朝すると、臧厳はこれに従って安右録事となった。大同6年（540年）、蕭繹が江州刺史に転出すると、臧厳は鎮南諮議参軍となった。在官のまま死去した。著書に『棲鳳春秋』5巻があった。また文集10巻が当時に通行した。

## 伝記資料
- 『梁書』巻50 列伝第44
- 『南史』巻18 列伝第8